# Anders. Eine Lektüre von "Jenseits des Seins und anders als Sein geschieht" von Emmanuel Levinas
Anders. Eine Lektüre von »Jenseits des Seins und anders als Sein geschieht« von Emmanuel Levinas ist ein Buch des französischen Philosophen Paul Ricœur, das ins Englische, Spanische, Italienische und Deutsche übersetzt wurde. Er widmet sich darin einer minutiösen Lektüre von „Jenseits des Seins oder anders als Sein geschieht“, dem zweiten Hauptwerk des französisch-litauischen Philosophen Emmanuel Levinas. Es erschien unter dem französischen Titel „Autrement. Lecture d’Autrement qu'être ou au-delà de l'essence d'Emmanuel Levinas“ und stellt das Bemühen dar, „Levinas getreu seiner größten Schwierigkeit zu verstehen“, die für Ricœur darin besteht, die Andersheit des Anderen herauszustellen und damit den grundlegendsten Moment einer Begegnung von Menschen, so der ethische Anspruch, in der Sprache zu thematisieren. Das Brevier zeigt in der textnahen Auseinandersetzung Grundlinien der philosophischen Überlegungen von Levinas auf. Dabei gelingt es Ricœur – trotz des „eleganten Disakkords“, der zwischen Ricœur und Levinas schwingt – den Text von Levinas „äußerst gewinnbringend“ in Bewegung zu versetzen, sodass er für kritische Rückfragen ansprechbar wird. Für László Tengelyi ist es gerade dieser Text von Ricœur, der – bei aller Diskussionsbedürftigkeit der Ergebnisse – die eigentliche Hauptfrage aller Levinas-Deutung. offenbart: die Frage nach dem ethischen Wesen der Sprache.

## Aufbau
Die Text ist in zwei zentrale Teile gegliedert. Im ersten gibt Ricœur eine Einführung zum Grund, zur Einordnung und zu den Schwierigkeiten der Untersuchung und führt durch das erste Kapitel „Sein und Sich-vom-Sein-lösen“ von „Jenseits des Seins“. In diesem, so Ricœur, ist schon alles gesagt, was in den folgenden Kapiteln durch Levinas nur eingehender kommentiert und am Ende entsprechend dem Gang der Untersuchung wiederholt wird. Im zweiten Teil greift Ricœur in zwei Kapiteln die Schlüsselbegriffe des Werkes auf und probiert im dritten Kapitel eine systematische Skizze der denkbaren Folgen der Überlegungen. Die deutsche Übersetzung bietet darüber hinaus ein ausführliches Nachwort von Burkhard Liebsch, welches in die inhaltliche Verhältnisbestimmung zwischen Paul Ricœur und Emmanuel Levinas einführt.

## Die Andersheit des Anderen
Die Lektüre Paul Ricœurs ist eine Auseinandersetzung mit dem Versuch von Emmanuel Levinas, die Andersheit und ihre Abgrenzung zu den Figuren des Anderen zur Sprache zu bringen. Diese Figuren des Anderen verweisen auf ein Denken, welches im weitesten Sinne von der Identifizierung und Einordnung des Anderen ausgeht, bevor eine Differenz angenommen werden kann. Folglich ließe sich keine unterschiedene Andersheit ausmachen, da sie, ausgehend von einem vergleichenden Grund, immer schon eine Identifizierung darstellen würde. Vielmehr ergäbe sich ein anders sein bzw. ein anders als Sein. Im Vordergrund steht dabei also die Andersheit des anderen Menschen, des Anderen als solchem.

## Sagen und Gesagtes
In „Jenseits des Seins oder anders als Sein geschieht“ wird diese Andersheit in der Sprachmetapher von "Sagen" und "Gesagtem" verhandelt. Das Gesagte steht dabei für das gesprochene, geschriebene und gedachte, in der Sprache begriffene Sein des Menschen im Sinne einer Ontologie. Im Verständnis von Levinas bedeutet demgegenüber das Sagen ein Sich-vom-Sein-lösen, d. h. ein Angesprochen-werden in der Begegnung, bevor etwas gesagt wird. Das Sagen liegt somit in einem eigentümlichen Sinne vor der Kommunikation und dem Verstehen. Nach Levinas kann man aber „auf diese Bedeutung des Sagens […] nur zurückgehen vom Gesagten her und von der Frage ‚Was hat es auf sich mit …?’, die schon dem Gesagten, in dem alles sich zeigt, gegeben ist.“ Eine wesentliche Konsequenz, und Beweggrund dieser Überlegungen für Levinas, ist das Ergreifen der Verantwortung in der Begegnung von Menschen. Die Verantwortung ist damit nicht Ergebnis eines Diskurses und wird durch diesen gerechtfertigt, sondern besteht im Gewahren des Anderen. Erst im hinzutretenden Dritten wird ein Maß eingeführt, wodurch die Nähe in der Begegnung zu einem Urteil wird. Damit ist der Überschritt von der Verantwortung zur Gerechtigkeit vollzogen und erlaubt die Thematisierung des Sagens, eine „Thematisierung des Selben von der Beziehung zum Anderen her […].“ Das Sagen verfestigt sich zum Gesagten und wird nach Levinas Recht, Buch oder Wissenschaft.
Ricœur deckt in der Aufnahme der Überlegungen von Levinas durch ein gezieltes Betonen Schwierigkeiten dieses Denkens auf und überführt sie damit in den Status der Hypothese. Ohne die Fraglichkeit der aufgezeigten Probleme in einer zu einfachen Antwort aufzulösen, stellt er die zum Teil der Sache selbst geschuldeten Spannungen zur weiteren Bearbeitung deutlich heraus.
In seiner Thematisierung legt Levinas dar, dass er unter dem Sagen (für Ricœur ein Sprechakt im Sinne linguistischer Theorien) weder einen Ursprung noch ein vorzeitiges Moment im Sprechen meint. Somit ist weder der selbsttätige Akt eines Subjektes ‚Ausgangsort’ des Sagens noch ist die Vergangenheit des Sagens im Gesagten zu vergegenwärtigen. Für Ricœur wird dann allerdings fraglich, wie für Levinas, der seinen Text paradoxerweise „Dem Gedenken der nächsten Angehörigen…“ widmet, überhaupt noch Verantwortung zuschreibbar wird. Es bleibt so bei einer unaufhebbaren Schwierigkeit.

## Nähe und Stellvertretung
Zwei zentrale Begriffe in den Überlegungen von Levinas sind "Nähe" und "Stellvertretung". Nähe meint die nicht aufzukündigende Bezogenheit in der Begegnung, zu der auch das Sagen zu rechnen ist, wobei die Stellvertretung dafür gleichsam die Begründung liefert. Ihr zufolge gibt der Angesprochene sich völlig dem Anderen hin, ohne dass der genaue Bezug des „sich“ im Vorhinein festgelegt ist, da er sich erst im Geben konstituiert. Für Ricœur bedeutet dies jedoch, dass so die Kategorie der Andersheit notwendig auf den Anderen reduziert bliebe und sich auf nichts Anderes mehr beziehen ließe, was eine absolute Beziehungslosigkeit zur Folge hätte.
Die Kehrseite der Nähe ist die Gerechtigkeit, der im Bereich des Dritten das Gesagte zugeordnet werden kann. Sie stellt den „Vergleich zwischen den Unvergleichlichen“ dar, d. h. mit dem Dritten in der Begegnung wird zwar die Nähe gestört, jedoch eine Thematisierung über das Sagen zuallererst möglich. Ricœur formuliert daher die Hypothese, dass der Ort der Gerechtigkeit das Gesagte ist, in welches sich das Sagen einschreibt. Doch bleibt schließlich auch er unentschieden, ob die Verbindung von Nähe (Verantwortung) und Gerechtigkeit entweder ein Sprung ist oder über die Einsicht in die Problemanzeige eine Heraufbeschwörung der latenten Entstehung der Gerechtigkeit aus der Nähe.
Für Ricœur, der nach Espeel gerade mit Blick auf die Stellvertretung die "schärfste" nur denkbare Kritik an Levinas übt, ist es deshalb wichtig im letzten Kapitel des Buches eine zumindest systematische Skizze für das zu liefern, was aus den herausgearbeiteten Schwierigkeiten folgt. Dabei präpariert er vier wesentliche Aspekte im Gang durch die Überlegungen Levinas’ heraus, mit denen sich seiner Auffassung nach so etwas wie eine neue Ontologie benennen lässt: die Güte, das Unendliche, die Illeität und der Name Gottes.

## Ausgabe und Übersetzungen
- Französische Ausgabe: Paul Ricœur, Autrement. Lecture d’Autrement qu'être ou Au-delà de l'essence d’Emmanuel Levinas, Presses Universitaires de France: Paris 1997.
- Amerikanische Übersetzung: Paul Ricœur, Otherwise: A Reading of Emmanuel Levinas's Otherwise than Being or Beyond Essence, translated by Matthew Escobar, in: Yale French Studies (2004), Nr. 104, S. 82–99.
- Spanische Übersetzung: Paul Ricœur, De otro modo : Lectura de De otro modo que ser o más allá de la esencia de Emmanuel Levinas, traducción de Alberto Sucasas, Rubí/Barcelona : Anthropos Editorial 1999.
- Italienische Übersetzung: Paul Ricœur, Altrimenti. Lettura di Altrimenti che essere o al di là dell'essenza di Emmanuel Levinas, éd. Ilario Bertoletti, Brescia : Morcelliana 2007.
- Deutsche Übersetzung: Paul Ricœur, Anders. Eine Lektüre von Jenseits des Seins oder anders als Sein geschieht von Emmanuel Levinas (mit einem Nachwort von Burkhard Liebsch), übers. von Marco Gutjahr, Wien/Berlin: Turia + Kant 2015.